# Guilgameix i Huwawa
Guilgameix i Huwawa és un poema èpic escrit en sumeri, on es narra l'enfrontament entre l'heroi Guilgameix (Bilgameix en el text sumeri), rei d'Uruk, ajudat pel seu company Enkidu, amb el monstre Huwawa, guardià del bosc de cedres a la Terra dels vius, on habitaven els déus. D'aquest text se'n coneixen dues versions aparentment semblants, anomenades A i B. La primera és la més coneguda, i la segona està menys documentada i menys ben reconstruïda. La història es repeteix a l'Epopeia de Guilgameix, concretament a les tauletes III IV i V de la versió estàndard d'aquesta obra, encara que divergeixen en diversos punts.
Huwawa és una mena de gegant amb cara de lleó i dents de drac, a qui Enlil ha ordenat que guardi el bosc sagrat. Guilgameix i Enkidu van al bosc a tallar arbres i el soroll que fan desperta Huwawa, que el troba insuportable. Per un sortilegi fa adormir Guilgameix i el seu company, i quan es desperten s'enfurismen i decideixen venjar-se. Guilgameix enganya al monstre i aconsegueix alguns dels seus poders, i després l'ataca i el fa presoner, i Enkidu el mata. Quan Enlil descobreix el que han fet li pren a Guilgameix els poders que havia robat a Huwawa i els distribueix per tot el món.
A la versió B, el déu Enki aconsella Guilgameix que vagi a robar els poders del monstre Huwawa.